# Чон Ли Гён
Чон Ли Гён (кор. 전이경, англ. Chun Lee Kyung; род. 6 января 1976 года в уезде Окчхон, провинции Чхунчхон-Пукто) — корейская шорт-трекистка. Четырёхкратная олимпийская чемпионка, трёхкратная абсолютная чемпионка мира (1995—1997). Окончила Университет Ёнсе со степенью магистр физического воспитания.

## Биография
Чон родилась 6 января 1976 года недоношенным ребенком весом 1,7 кг. Родившаяся со стенозом желудка и анального стеноза, она несколько раз преодолевала жизненные препятствия, и её тело было слабым, поэтому она присоединился к команде YMCA Baby Sports Team в 5 лет, научилась плавать в 6 лет и в 7 лет кататься на коньках, занимаясь фигурным катанием. Она начала заниматься конькобежным спортом на втором курсе начальной школы Сунги и перешла на шорт-трек, когда была в 5-м классе.  
В возрасте 12 лет в 6-м классе Чон была выбрана в национальную сборную, и в апреле 1989 года на чемпионате мира в Солихалле в составе команды выиграла бронзовую медаль эстафеты. Однако в средней школе она страдала от спондилолиза, поэтому её оттеснила на второе место её соперница Ким Со Хи. В возрасте 15 лет она училась в 6-м классе начальной школы Сунги в Сеуле и вновь попала в национальную сборную. 
В феврале 1992 года, в возрасте 16 лет приняла участие в Зимних Олимпийских играх в Альбервилле, где на дистанции 500 метров дошла до четвертьфинала. В апреле на командном чемпионате мира в Минамимаки впервые завоевала золотую медаль. Через год на чемпионате мира в Пекине впервые вошла в призёры в общем зачёте, заняв 2-е место и заняла 3-е место в эстафете. 
Первые олимпийские медали Чон завоевала, когда училась в средней школе для девочек Баэва, на Олимпийских играх в Лиллехаммере, где выиграла две золотые медали. Она выиграла женский финал на 1000 м, обогнав действующую чемпионку мира Натали Ламбер и бывшую чемпионку мира Ким Со Хи и была частью команды, выигравшую эстафету на 3000 м. 
В марте 1994 года на командном чемпионате мира в Кембридже завоевала серебро, а апреле в составе эстафеты стала третьей в Гилфорде на мировом первенстве. В том же году она была награждена медалью спортивной медали «Голубой дракон».
Между Зимними Олимпийскими играми 1994 и 1998 годов Чон стала трёхкратной абсолютной чемпионкой мира в 1995, 1996 и 1997 годах (став вторым человеком, выигравшим три последовательных абсолютных чемпионатов мира). Также выиграла три командных чемпионата мира в составе женской команды. Она стала абсолютной обладательницей первого Кубка мира сезона 1997—1998 годов.
На зимних Олимпийских играх в Нагано Чон успешно защитила обе Олимпийские медали, обогнав Ян Ян (A) и Ян Ян (S) в финале на 1000 м и выиграв с командой эстафету, а также завоевав бронзу в беге на 500 м. Благодаря этому Чон стала первой четырёхкратной олимпийской чемпионкой по шорт-треку и первым спортсменом из Кореи, завоевавший четыре олимпийских медалей. В марте она выиграла серебро в беге на 1000 м, в эстафете и в общем зачёте после Ян Ян (A) на чемпионате мира в Вене.
После того, как она заняла второе место в общем зачете после Ян Ян (A) на чемпионате мира, проводившемся сразу после Олимпиады, она внезапно объявила о завершении карьеры в возрасте 22 лет. Говорят, что было несколько факторов, таких как хронические травмы, потеря целеустремленности и существование Ян Ян (A), которая была в расцвете сил.
В 2002 году Чон стала членом Комиссии спортсменов Международного олимпийского комитета. Играя в гольф в качестве хобби, она в августе 2003 года получила полупрофессиональную квалификацию. В декабре 2003 года она училась в Соединенных Штатах при поддержке Корейского олимпийского комитета, а в 2004 году была назначена послом зимних Олимпийских игр в Пхенчхане, через год, в 2005 году начала играть в хоккей. 
Она работал комментатором шорт-трека SBS на зимних Олимпийских играх в Турине в 2006 году. В конце 2006 года была выбрана в состав национальной сборной по хоккею с шайбой и должна была участвовать в зимних Азиатских играх 2007 года, которые состоялись в Чанчуне в 2007 году, но не смогла играть из-за серьезной травмы перед турниром. После переезда в Пусан в январе 2009 года, она была назначена директором Кёнги в федерации конькобежного спорта столичного города Пусана, тренируя спортсменов, позже стала директором Федерации конькобежного спорта Кореи. 
В феврале 2010 года работала комментатором шорт-трека SBS на Зимних Олимпийских играх в Ванкувере. В марте 2010 года Чон Ли Гён вступила в национальную партию, участвовала в местных выборах и занималась политикой.
В мае 2010 года была спортсменом, входящим в заявочный комитет Зимних Олимпийских игр 2018 года, в Пхенчхане. В том же 2010 вышла замуж. В июле 2011 года она была избрана членом Комитета спортсменов Олимпийского комитета Азии, также была выбрана спортсменом-членом Корейской спортивной ассоциации. В 2015 году уехала в Сингапур, где тренировала сборную Сингапура по шорт-треку. 16 февраля 2021 года она была назначена директором Федерации конькобежного спорта Кореи.